# Helmholtz-Zentrum Berlin
El Helmholtz-Zentrum Berlin für Materialien und Energie (Centro Helmholtz de Materiales y Energía, HZB) forma parte de la Asociación Helmholtz. El instituto estudia la estructura y dinámica de los materiales e investiga la tecnología de las células fotoeléctricas. También gestiona el sincrotrón BESSY II de tercera generación en Adlershof. Hasta finales de 2019 funcionó el reactor de investigación BER II, una instalación de 10 megavatios de potencia situada en el campus Lise Meitner en Wannsee.

## Historia
Tras el cambio de nombre del "Hahn-Meitner-Institut Berlin GmbH" a "Helmholtz-Zentrum Berlin für Materialien und Energie GmbH" el 5 de junio de 2008, la fusión legal del "Berliner Elektronenspeicherring-Gesellschaft für Synchrotronstrahlung (BESSY)" con el HZB se formalizó el 1 de enero de 2009.
El "Hahn-Meitner-Institut Berlin für Kernforschung" (HMI), que lleva el nombre de Otto Hahn y Lise Meitner, se fundó el 14 de marzo de 1959 en Berlín-Wannsee para operar el reactor de investigación BER I, que comenzó a funcionar con 50 kW de potencia el 24 de julio de 1958, para pasar a ser llamado posteriormente "Institut für Kernforschung" (IKB). El IKB a su vez fue instituido por el Senado de Berlín (Oeste) en el invierno de 1956/57 como autoridad dependiente. La investigación se centró originalmente en la radioquímica. En 1971, el gobierno federal adquirió el 90% de las acciones del HMI convirtiéndolo en una GmbH (sociedad de responsabilidad limitada).
El "Berliner Elektronenspeicherring-Gesellschaft für Synchrotronstrahlung GmbH" (BESSY) se fundó en 1979. El primer sincrotrón BESSY I en Berlín-Wilmersdorf comenzó a funcionar en 1982.
En mayo de 2022, el presidente sudafricano Cyril Ramaphosa y el canciller alemán Olaf Scholz, que se encontraba en Sudáfrica en el último tramo de un viaje a África, anunciaron públicamente que HZB y Sasol habían acordado realizar investigaciones sobre sustancias para ayudar a producir combustible de aviación sostenible a escala comercial.